# Chrysopilus elegans
Espèce
Chrysopilus elegans est une espèce d'insectes diptères brachycères prédateurs. Elle est trouvée en Amérique latine du Costa Rica au Pérou.